# 던레러라스던주

던레러라스던 주의 위치

던레러라스던주(영어: Dun Laoghaire–Rathdown, 아일랜드어: Dún Laoghaire–Ráth 둔 리가레 라)는 아일랜드의 주로 주도는 던레러이며 면적은 127.31km2, 인구는 217,274명(2011년 기준)이다.